# Петербургская улица (Казань)
Петербу́ргская улица (тат. Петербург урамы) — частично пешеходная улица в историческом центре Казани, одна из достопримечательностей города. Предыдущие названия улицы — Свердлова, Георгиевская.

## Административная принадлежность
В дореволюционное время и первые годы советской власти административно относилась к 4-й части города; после введения в городе административных районов относилась к Бауманскому (до 1935), Молотовскому (1935—1942), Молотовскому и Свердловскому (1942—1956, на улице располагались райисполкомы обоих районов), вновь Бауманскому (1956—1973), Бауманскому и Вахитовскому (1973—1994) и Вахитовскому (с 1994 года) районам.

## Описание
Улица пролегает от центральной городской площади Тукая на северо-западе до перпендикулярной ей улицы Назарбаева на юго-востоке, пересекая улицы Айдинова, Ульянова-Ленина, Волкова, Туфана Миннуллина и Суконная. Протяжённость улицы — 1800 м, из них 530 м являются пешеходными. Ранее пересекалась с Флегонтовым переулком.
Пешеходная часть улицы радикально реконструирована при поддержке правительства Санкт-Петербурга к 1000-летию Казани. Основная архитектурно-художественная идея улицы — создание «уголка Петербурга», с использованием стилизованных мостиков, ограды и рисунков мощения пешеходной эспланады (символизирующих петербургские каналы), ротонды (символизирующей петербургский Казанский собор), скульптурно-монументальных композиций и других архитектурных приемов и малых форм.
Улица застроена преимущественно новыми зданиями.
В начале улицы установлен памятник Льву Гумилёву, а также находятся крупный торгово-развлекательный комплекс «Кольцо», торговый центр «Республика» и гостиница «Татарстан».

## Объекты
На улице расположены международный гранд-отель «Казань» со смотровой площадкой, гостиницы «Регина» и «Сулейман-палас», художественная галерея Славы Зайцева, Сбербанк, Министерство спорта и молодёжи Татарстана, старообрядческий Покровский кафедральный собор Пресвятой Богородицы, технопарк «Идея» с инвестиционно-венчурным фондом Татарстана, центр информационных технологий Татарстана с IT-парком, Дом офицеров, многочисленные офисы.
В конце улицы расположен ресторанно-развлекательный комплекс «Туган авылым (Родная деревня)» с несколькими новыми зданиями и сооружениями резной деревянной архитектуры, а также сооружён сказочного вида Дворец детей с крупнейшим в России кукольным театром «Экият», около которого летом разбивается цветочный фестиваль, а зимой — ледовый городок.
В районе пересечения с улицей Назарбаева находится офис МУП «Метроэлектротранс» и расположена аллея Славы с экспозицией исторических трамвайных вагонов, памятным барельефом и Деревьями любви.
В начале и конце улицы расположены две станции Казанского метрополитена — соответственно «Площадь Тукая» и «Суконная слобода».

## Примечательные объекты
- № 1/10 — Музуровские номера (1872, архитектор В. П. Тихомиров, снесены)[15].
- № 3 — дом Л. В. Ёлкина (последняя треть XIX века, снесён)[15].
- № 6 — жилой дом (вторая треть XIX века, снесён)[15].
- № 7 — здание гостиницы купца Н. И. Перекопова (1891—1892, снесено)[15].
- № 8 — жилой дом (последняя треть XIX века, снесён)[15].
- № 9 — здание меблированных комнат С. Ф. Садовникова (1906 год, снесено)[15].
- № 10 — здание постоялого двора и трактира А. С. Меркулова — С. С. Губайдуллина (1860-е годы, снесено)[15].
- № 11 — дом Н. Н. Колокольникова — К. П. Лихачёвой (1836, арх. Фома Петонди, снесён)[15].
- № 13 — дом А. О. Тихомирнова (1830-е — 1840-е годы, арх. Фома Петонди, снесён)[15].
- № 15 — дом Е. Е. Дмитриева (конец XIX века — начало XX века, снесён)[15].
- № 25 — дом М. И. Ёлкиной (вторая половина XIX века)[15].
- № 26, стр. ? — дом И. В. Лапшина (1870-е годы, снесён)[15].
- № 26, стр. ? — дом Е. А., Н. Е. Питкяненов (первая половина XIX века, снесён)[15].
- № 28 — дом Е. М. Цыганова (последняя четверть XIX века, снесён)[15].
- № 29 — дом Т. И. Михеева (последняя четверть XIX века, снесён)[15].
- № 31 — дом Х. Ф., У. И. Дедюхиных (последняя четверть XIX века, снесён)[15].
- № 32 — жилой дом завода № 4[16].
- № 33 — дом Я. М. Слесарева (последняя четверть XIX века, снесён)[15].
- № 35 — дом А. П. Клыковской (1873, архитектор П. И. Романов, снесён)[15].
- № 37 — жилой дом (последняя треть XIX века, снесён)[15].
- № 40 — усадьба купцов Е. Н. и А. Е. Макаровых (1870-е годы)[15].
- № 41 — дом А. И. Мочалова (1892, снесён)[15].
- № 47 — дом Е. Ф. Полторацкой (1880-е годы, снесён)[15].
- № 50 — здание казённых винных складов (1880-е годы)[15].
- № 52 — комплекс зданий суконной мануфактуры[тат.] (1753)[15].
- № 53 — дом И. П., Г. И. Осокиных[тат.] (1767, архитектор Василий Кафтырев)[15].
- № 55б — здание кинотеатра «Победа»[тат.] (1958, архитектор Махмут Игламов[тат.])[15].
- № 55д — здание казарм суконной мануфактуры[тат.] (конец XVIII — начало XIX века)[15].
- № 57 — дом Н. В. Кузнецкого (последняя треть XIX века, снесён)[15].
- № 58 — усадебный комплекс С. С. Суслова — А. С. и Я. С. Смоленцевых (вторая треть XIX века, снесён)[15].
- № 69 — жилой дом (конец XIX века, снесён)[15].
- № 70/18 — дом Филимонова (XIX век)[15].
- № 96 — жилой дом (конец XIX века — начало XX века, снесён)[15].
- № 101 — жилой дом (конец XIX века — начало XX века, снесён)[15].
- № 103 — дом Лосева (конец XIX века — начало XX века, снесён)[15].
- № 105 — дом Н. К. Казанцева (конец XIX века — начало XX века, снесён)[15].
- № 107 — дом Белоусова (конец XIX века — начало XX века, снесён)[15].
- № 111 — жилой дом (последняя четверть XIX века, снесён)[15].

## Галерея

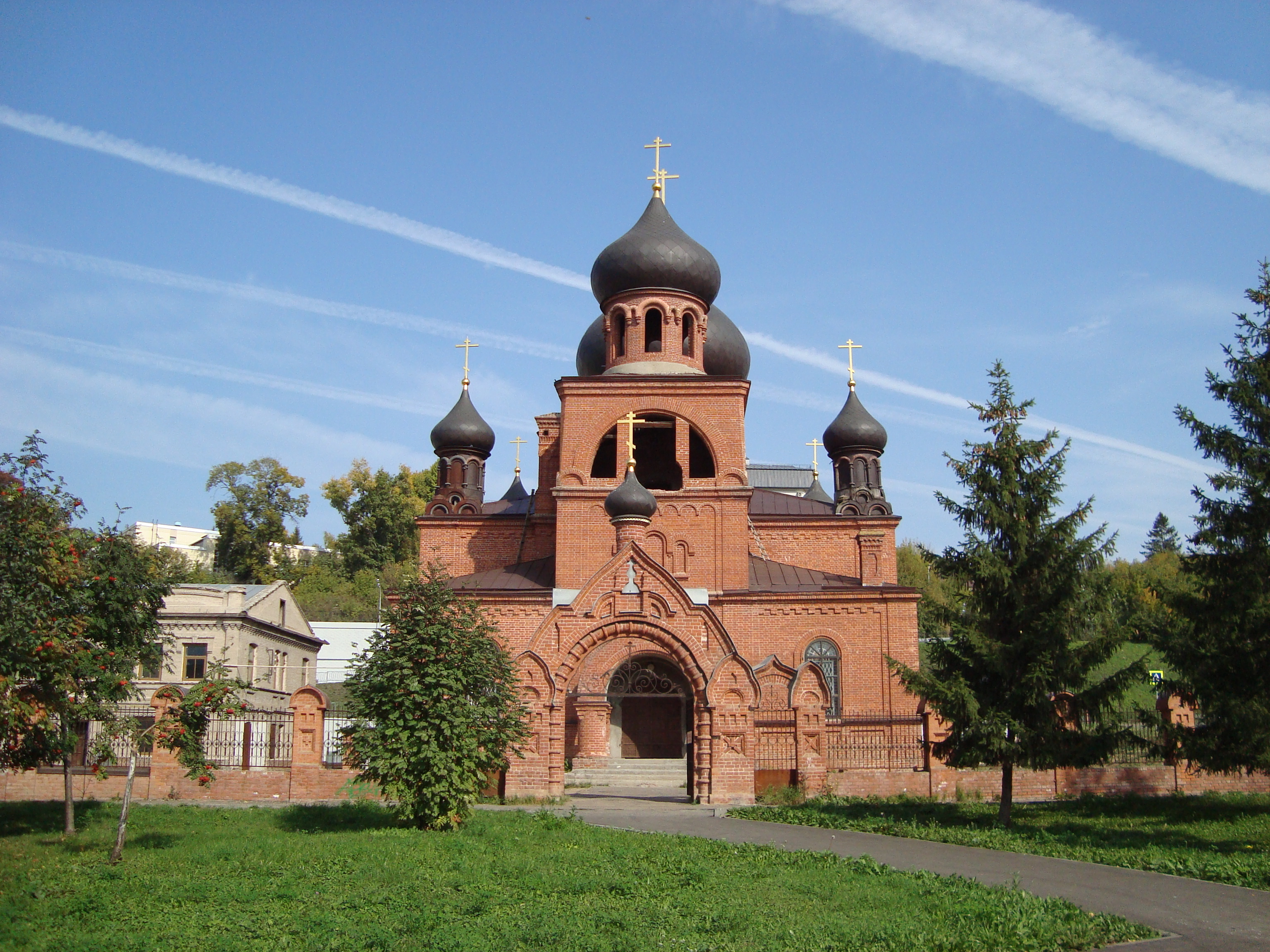
Старообрядческий Покровский кафедральный собор Пресвятой Богородицы
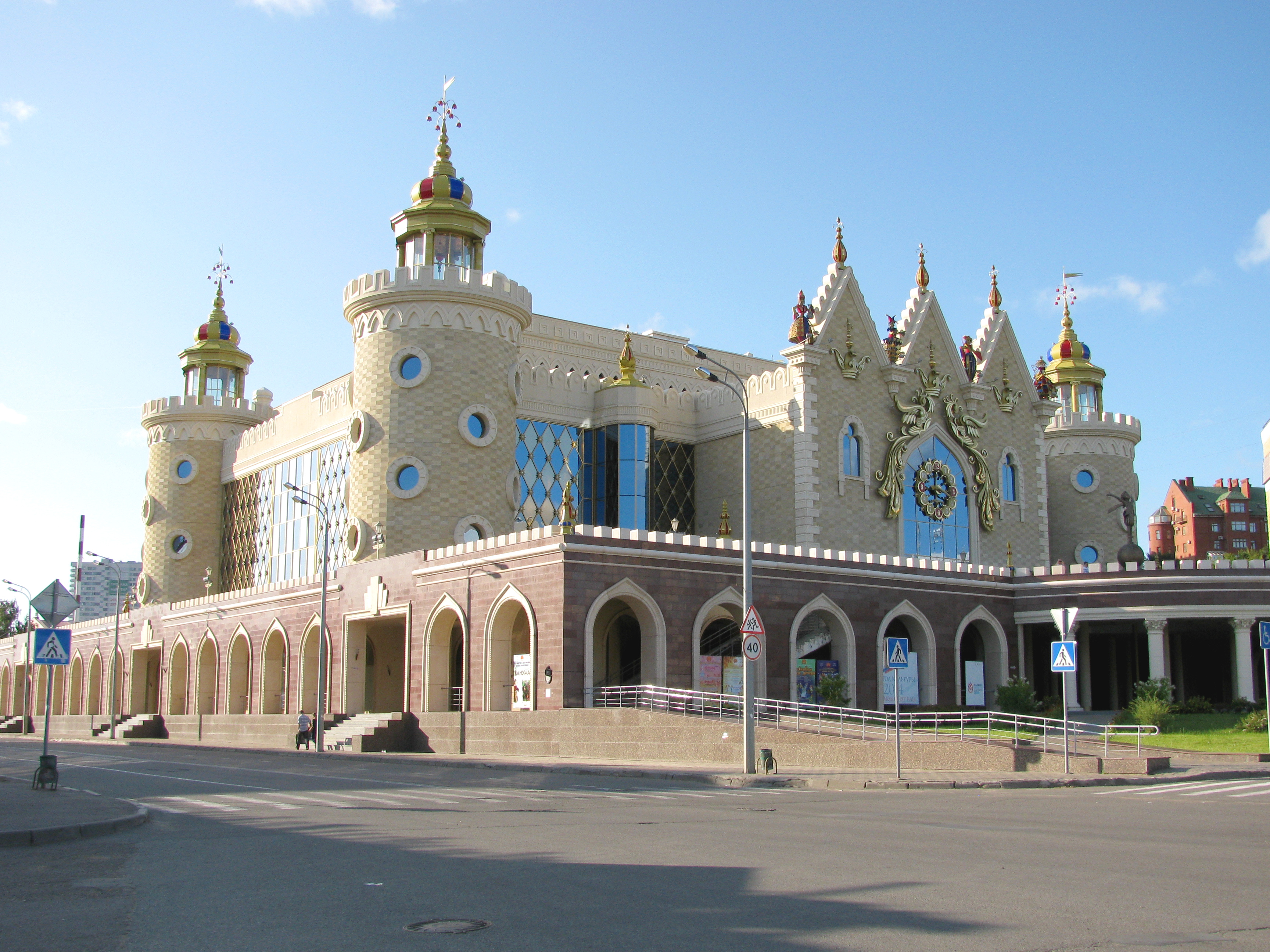
Театр кукол «Экият»
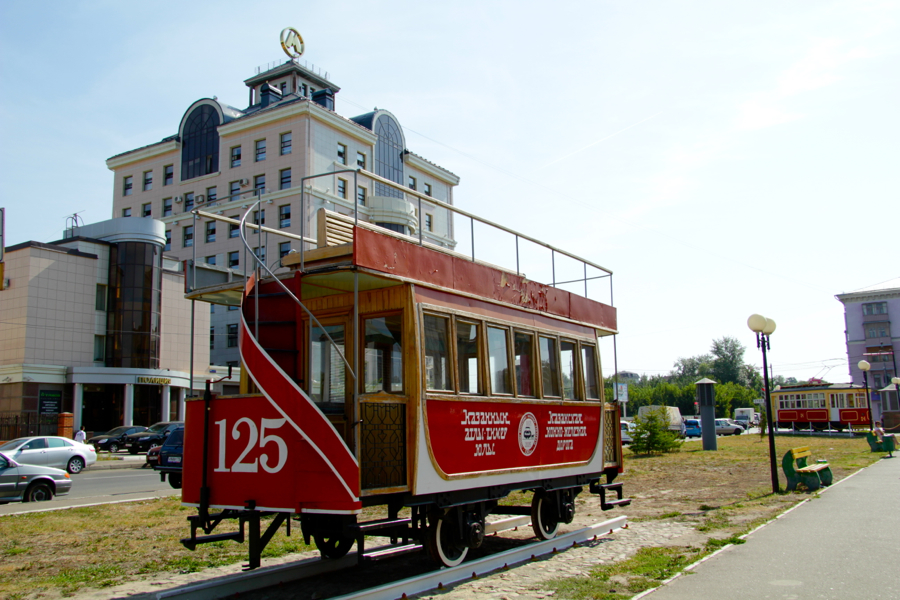
Экспозиция исторических трамвайных вагонов
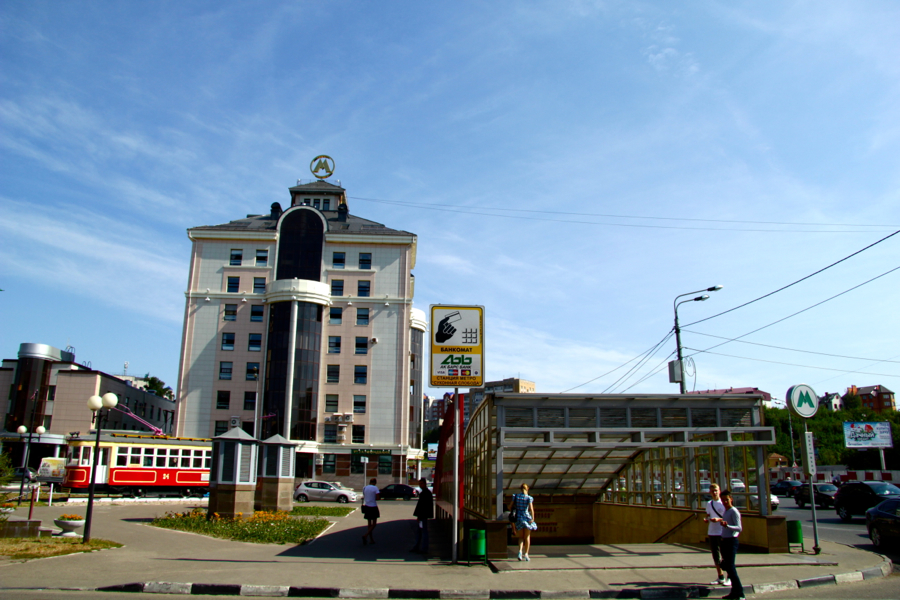
Офис МУП «Метроэлектротранс» и вход в станцию метро «Суконная слобода»

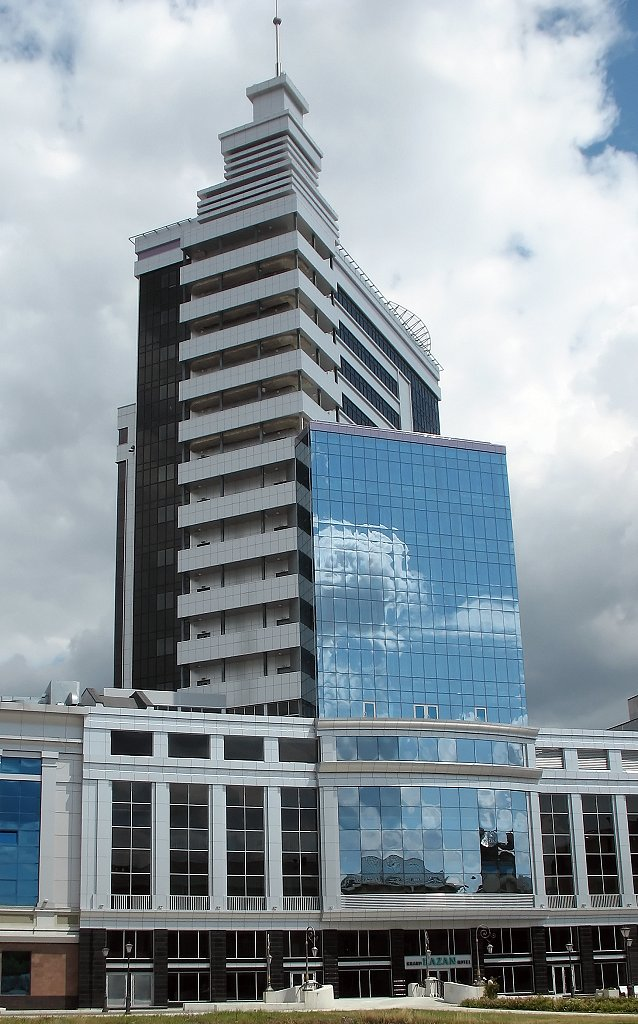
Гранд-отель «Казань»
Стилизованная композиция в середине пешеходной части
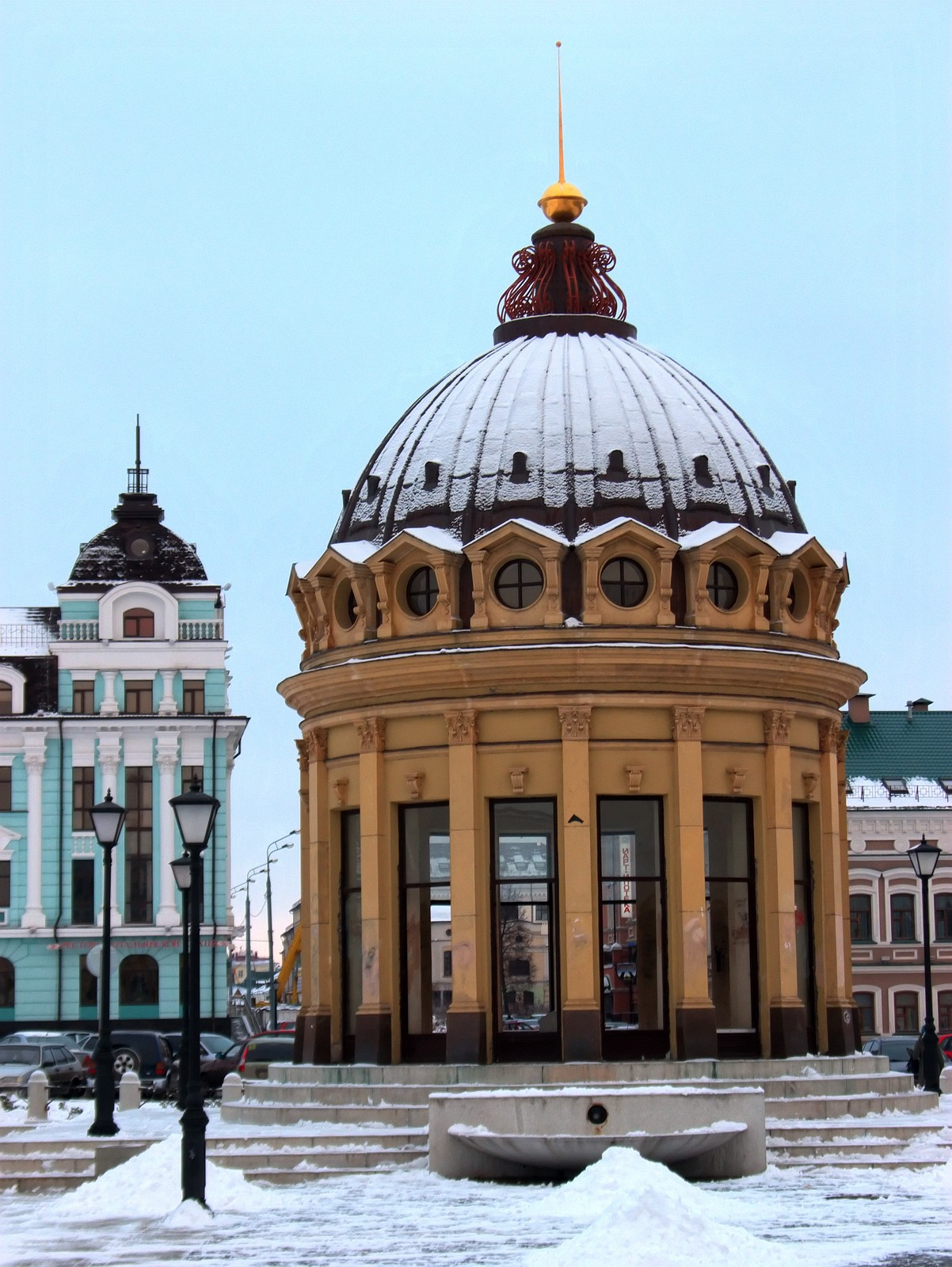
Ротонда в конце пешеходной части, на пересечении с улицей Артёма Айдинова
Ресторанно-развлекательный комплекс «Туган авылым»
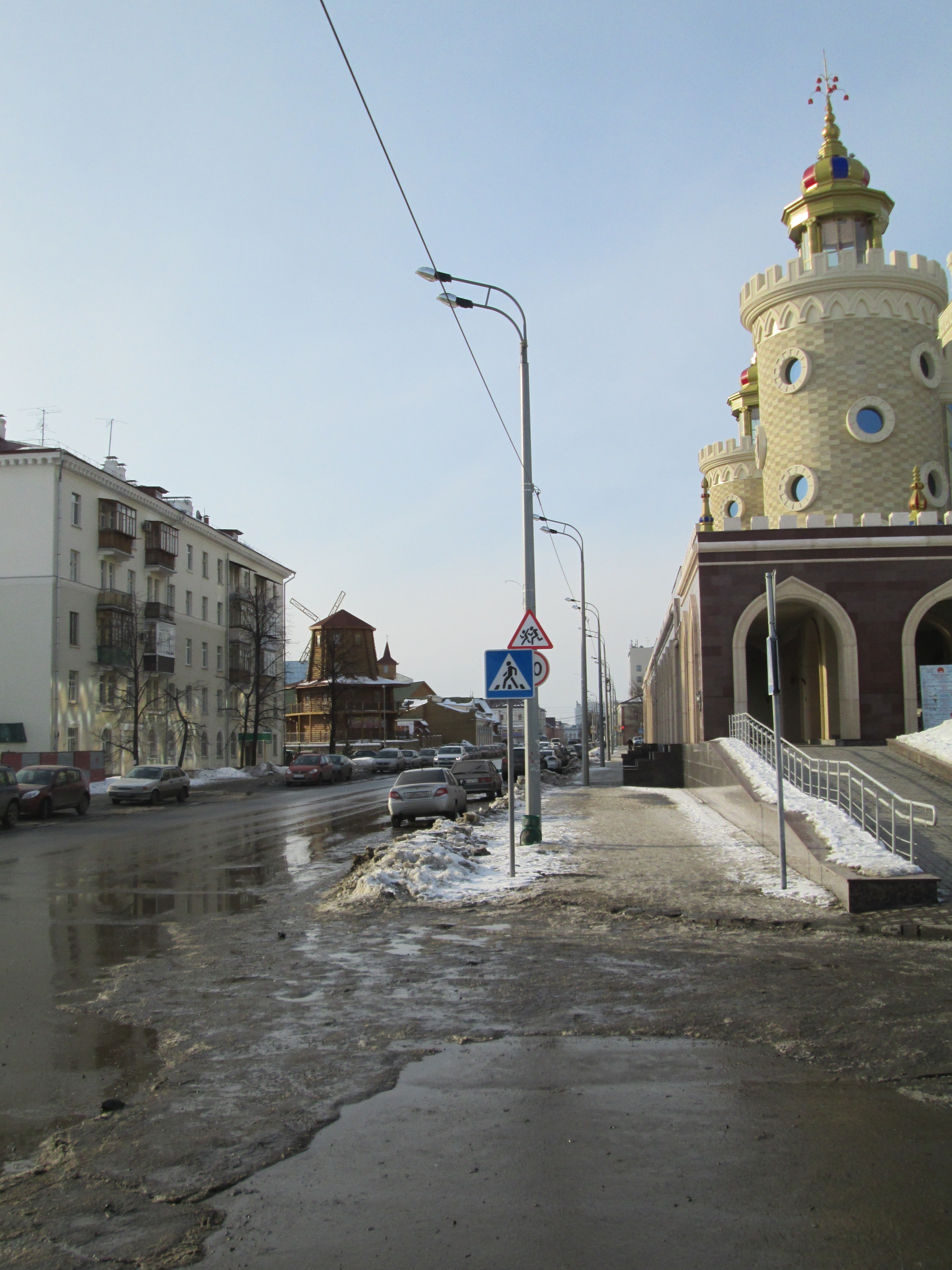
Улица перед аллеей Славы

### Комментарии
1. ↑  название на татарском языке — Гиюргефски урам урам[1]